# Giếng Đáy
Giếng Đáy là một phường thuộc thành phố Hạ Long, tỉnh Quảng Ninh, Việt Nam.
Phường Giếng Đáy có diện tích 6,24 km², dân số năm 2006 là 10055 người, mật độ dân số đạt 1611 người/km².